# Write Anywhere File Layout
Write Anywhere File Layout (WAFL) ist ein Dateisystem, das von NetApp für deren Massenspeichersysteme unter dem Einsatz des Betriebssystems Data Ontap entwickelt wurde.
Es hat eine Verwandtschaft zu UNIX-Dateisystemen, wie dem Berkeley Fast File System und Transarcs Episode File System.
WAFL wurde beim Design für Netzwerk-Dateizugriffe optimiert, Fähigkeiten wie eine unterbrechungsfreie Vergrößerung eines Dateisystems wurden daher schon von Grund auf implementiert. Eine wichtige Besonderheit ist, dass bei diesem Dateisystem ohne Unterbrechung Snapshots des Dateisystems erstellt werden können. Lokale Rücksicherungen werden so z. B. in Windows sehr einfach.